# Relativistischer Impuls
In der speziellen Relativitätstheorie hängt der Impuls anders mit der Geschwindigkeit zusammen als in der Newtonschen Mechanik und wird daher auch relativistischer Impuls genannt. Der relativistische Impuls ist der tatsächlich wirksame, z. B. für Teilchen, die in Beschleunigern auf Zielkörper aufprallen. Bei Stößen und anderen Wechselwirkungen von Teilchen erweist er sich als additive Erhaltungsgröße: Die Summe der anfänglichen Impulse stimmt mit der Summe der Impulse nach der Wechselwirkung überein.

## Berechnung aus Masse und Geschwindigkeit
Der Impuls {\displaystyle {\vec {p}}} eines Teilchens der Masse {\displaystyle m} hängt in der speziellen Relativitätstheorie nichtlinear von der Geschwindigkeit {\displaystyle {\vec {v}}} ab:
{\displaystyle {\vec {p}}=\gamma m{\vec {v}}={\frac {m{\vec {v}}}{\sqrt {1-{\frac {v^{2}}{c^{2}}}}}}}
Dabei ist {\displaystyle \gamma } der relativistische Faktor (Lorentzfaktor). Der Lorentzfaktor wird bei steigender Geschwindigkeit immer größer, bei Lichtgeschwindigkeit unendlich. 
Für nichtrelativistische Geschwindigkeiten {\displaystyle (v\ll c)} ist {\displaystyle \gamma } annähernd 1, d. h. man erhält für kleine Geschwindigkeiten den klassischen Impuls der newtonschen Mechanik:
{\displaystyle {\vec {p}}_{\text{Newton}}=m{\vec {v}}}
Wird durch eine Kraft {\displaystyle {\vec {F}}} Impuls im Laufe der Zeit auf ein Teilchen übertragen, so ändert sich dadurch sein Impuls, d. h. Kraft ist Impulsübertrag pro Zeit:
{\displaystyle {\vec {F}}={\frac {\mathrm {d} {\vec {p}}}{\mathrm {d} t}}}

## Abgrenzung von „relativistischer Masse“
Insbesondere in älterer populärwissenschaftlicher Literatur findet sich auch die Formel {\displaystyle \,{\vec {p}}=m^{\ast }{\vec {v}}}, wobei {\displaystyle \,m^{\ast }=\gamma m} als „relativistische Masse“ und {\displaystyle m} als „Ruhemasse“ bezeichnet wird. Zu Verwirrung führt, dass dann oft statt {\displaystyle \,m^{\ast }} einfach {\displaystyle m} geschrieben wird und das Wort „Masse“ die relativistische Masse bezeichnet, während die Ruhemasse das Symbol {\displaystyle m_{0}} bekommt. Mit dem Symbol {\displaystyle m} für die relativistische Masse ist die Formel {\displaystyle \,{\vec {p}}=m{\vec {v}}} zwar formal auch in der Relativitätstheorie gültig, aber es treten andere konzeptionelle Schwierigkeiten auf (siehe Relativistische Masse).
Anders ist es beim „relativistischen Impuls“. Während „relativistische Masse“ eine alternative Definition von „Masse“ bedeutet (die in der modernen Physik weitgehend abgelehnt wird), gibt es für den Impuls keine unterschiedlichen Definitionen oder Interpretationen: „Relativistischer Impuls“ bedeutet schlicht, dass die exakte Formel der speziellen Relativitätstheorie verwendet wird und nicht die newtonsche Formel, die eine Näherung für {\displaystyle v\ll c} ist.

## Herleitung
Sowohl der Impuls als auch die Energie eines Teilchens der Masse {\displaystyle m} müssen in relativistischer Physik für jeden Beobachter additive Erhaltungsgrößen sein. Daraus lässt sich die Abhängigkeit des Impulses und der Energie von der Geschwindigkeit {\displaystyle {\vec {v}}} ableiten.
Eine Herleitung ergibt sich auch aus der Wirkung
{\displaystyle S[{\mathcal {L}}]=\int {\mathcal {L}}\left(t,{\vec {x}}(t),{\vec {v}}(t)\right)\,\mathrm {d} t}
mit der Lagrangefunktion
{\displaystyle {\mathcal {L}}(t,{\vec {x}},{\vec {v}})=-mc^{2}{\sqrt {1-{\frac {v^{2}}{c^{2}}}}}.}
Da die Lagrangefunktion nicht vom Ort {\displaystyle {\vec {x}}} abhängt (das heißt, die Komponenten {\displaystyle x^{i}\,,i=1,2,3\,,} sind zyklisch), ist die Wirkung invariant unter räumlichen Verschiebungen. Die nach dem Noether-Theorem zugehörige Erhaltungsgröße ist definitionsgemäß der Impuls. Im vorliegenden Fall ist dies der zu {\displaystyle {\vec {x}}} konjugierte Impuls mit Komponenten
{\displaystyle p_{i}={\frac {\partial {\mathcal {L}}}{\partial v^{i}}}={\frac {mv^{i}}{\sqrt {1-v^{2}/c^{2}}}},} also
{\displaystyle {\vec {p}}={\frac {m{\vec {v}}}{\sqrt {1-v^{2}/c^{2}}}}\,.}
Da die Lagrangefunktion nicht von der Zeit {\displaystyle t} abhängt, ist nach dem Noether-Theorem die Energie
{\displaystyle E=v^{i}{\frac {\partial {\mathcal {L}}}{\partial v^{i}}}-{\mathcal {L}}={\frac {mc^{2}}{\sqrt {1-v^{2}/c^{2}}}}}
eine Erhaltungsgröße. Die Geschwindigkeit als Funktion des Impulses ist
{\displaystyle {\vec {v}}={\frac {\vec {p}}{\sqrt {m^{2}+p^{2}/c^{2}}}},}
wie sie sich umgekehrt aus {\displaystyle {\vec {p}}({\vec {v}})} ergibt. Daraus folgt die Energie als Funktion der Phasenraumvariablen, die Hamilton-Funktion
{\displaystyle H(t,{\vec {x}},{\vec {p}})={\sqrt {m^{2}c^{4}+p^{2}c^{2}}}.}
Die Energie und der Impuls erfüllen also die Energie-Impuls-Beziehung und liegen auf der Massenschale.